# 丁光宏
丁光宏（1963年7月—），安徽芜湖人，汉族，中華人民共和國力學家，中華人民共和國中醫科學家，第十三届全国人民代表大会上海地区代表，民盟上海市委员会副秘书长、民盟复旦大学委员会主任委员。现任复旦大学校长助理、复旦大学招生办公室主任。
2018年2月24日，当选为第十三届全国人大代表。